# Colleen Madamombe

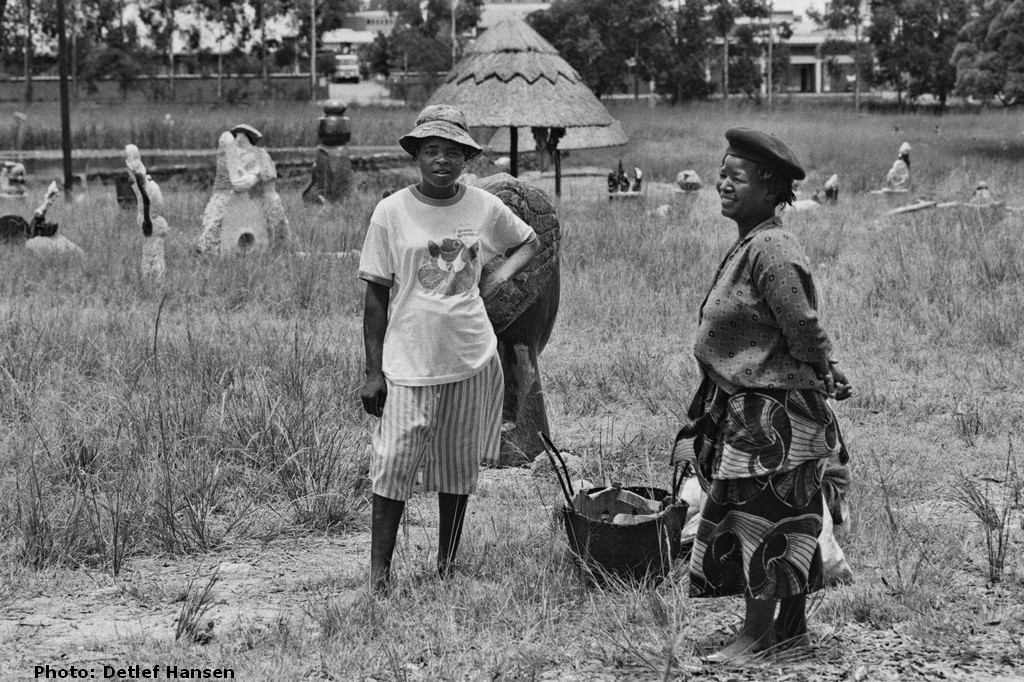
Colleen Madamombe (À droite) et Agnes Nyanhongo

Collen Madamombe (Harare 1964 - 31 mai 2009) est une sculptrice zimbabwéenne. Elle est, avec Agnes Nyanhongo, l'une des rares sculptrices de renommée internationale de ce pays et compte parmi les personnalités les plus respectées parmi les artistes de la pierre de la "deuxième" génération.

## Biographie
Elle entre à la B.A.T. (école de sculpture) et la quitte au bout d'un an pour épouser le sculpteur Fabian Madamombe. Après avoir eu sept enfants, elle divorce et commence sa carrière d'artiste en 1991.
Sa notoriété est rapide, elle participe à des expositions internationales, entre dans plusieurs galeries dans le monde entier et est considérée comme l'artiste la plus représentative du courant sculptural sur pierre serpentine du Zimbabwe.
Elle travaille la serpentine "Springstone" qui est la plus dure, noire veinée de brun. Sa lutte contre la matière brute de la roche est la métaphore de la lutte qu'elle mène dans sa vie pour l'émancipation des femmes en Afrique.
Son thème favori est les « big-mamas », femmes aux formes pleines, seules ou en groupe, accompagnées ou non d'enfants.
La pierre garde les traces de cette lutte : les visages et les mains sont polis à l'extrême et deviennent d'un beau noir brillant, tandis que les tissus qui enveloppent le corps montrent les coups du ciseau, les cicatrices des hésitations, les empreintes des blessures.
Après trois années de lutte contre le sida, elle meurt le 31 mai 2009.
En 2009, son œuvre est montrée au Musée des Arts Derniers à Paris. Une exposition rétrospective a aussi eu lieu à la Galerie nationale du Zimbabwe en mars 2010.
Elle est représentée au Chapungu Sculpture Park de Harare et dans plusieurs collections privées.

## Expositions
- Philippe Berry, Fanizani Akuda, Colleen Madamombe, Richard Mteki, Lameck Bonjisi, Zephaniah Tshuma, Richard Di Rosa, Philippe Desloubières, Olivier Sultan, Martial Verdier, Musée des arts derniers, 28 rue Saint-Gilles, Paris, 2003.